# Баклава
Баклава је врста врло слатког десерта пореклом из Турске. У ствари то је слатка пита која може имати и до 70 танких кора.
Баклава је оријентална посластица популарна у нашим крајевима и околним земљама. 
Баклава је јело: српске, црногорске, босанске, македонске, бугарске, грчке и турске кухиње. 
Раније се правила искључиво у домаћинствима или у посластичарама а данас се може наћи и у продаји и у самоуслугама и мегамаркетима (прављена полуиндустријски).
Назив баклава потиче од турске речи baklava .

## Основни састојци
- Купљене танке коре за питу или ручно прављене коре од брашна, јаја, млека, соде бикарбоне, гриза и пшеничног скроба.
- Фил (надев) : млевени ораси, млевени бадем, сецкани пистаћи, маслац или маргарин, суво грожђе, уље (зејтин)...
- Зачини: стругана кора лимуна, цимет, ванилин шећер...
- Сируп сличан шербету (шећер, мед, вода, сок од лимуна ...).

## Припрема
Баклава се припрема на разне начине (слични рецепти) у зависности од састојака који се додају и врсте сирупа којим се преливају.
Неке од врсте баклава су: турска баклава, грчка баклава, баклава са вишњама ...
Један од начина припремања :
Пећница (рерна) се загреје на око 200 степени.
У подмазан плех за печење се поређа један слој кора (купљених или прављених) а затим дода један слој фила (надева) претходно припремљен мешањем састојака - ораси, бадеми или лешници. После тога се ставља следећи слој кора па надева и тако неколико пута да би на врху остао један слој кора. Сложена баклава се исече ножем, на „кусове“ или „дилуме“, тј у облику ромба, замасти се растопљеним маслом или путером, стави у загрејану пећницу и пече док коре не добију браон боју и постану „крцкаве“.
За то време се припреми сируп од шербета (укувани вода и шећер) који треба да прокључа и кува се десетак минута.
По вађењу из пећнице баклава се прелије половином сирупа а касније остатком сирупа.
Баклава се служи парче по парче (на тацни) хладна а пре служења може се додатно прелити сирупом.

## Историја
Историја баклаве није довољно документирана и к њој се јавља цео ред етничких групација али је најверодостојније да је то турског порекла из Средње Азије и актуелна форма је била развијана у царској кухињи у палати Топкапи у Истанбулу.
Врионис је идентификовао (1971) старовековно грчке „гастрис“, „копте“ или „коптоплакос“ наведено у Деипоносопхисте (дело) као баклаву и назвао ју је „византијским фаворитом“. Ништа мање Пери (1994) показује да иако „гастрис“ садржи пуњење орасима и медом, да нема никакво тесто и уместо тога садржи мед и сезамову смесу слично као модерни „пастели“ или „халва“
Пери пак нагомилава доказе о томе да ово пециво је било створено од страна турско-татарског становништва у Средњој Азији и сматра да чланак који недостаје између слаткарским и слојевним пецивом који није садржао орахе и савременим закускама основаним на фило тесту какав је баклава је азербејџанско јело „баки паклавасхи“ која садржи слојеве теста и ораха. Традиционалне Узбекистанске „пускал“ или „иупка“ и Татарске „иока“, слатке и слане закуске „борекс“ припремљене из 10- 12 слојева теста су сигурно рани докази од слојевитих теста из турскотатарских региона.
Танко тесто и филе како се употребљава  данас било је развијено највероватније у кухињама палате Топкапи. У ствари султан је сваких 15. дана у месецу нудио баклаву за рамазан поводом прославе са називом „Баклава алаи“
Остала тврђења говоре да је овај колач Малоазијског порекла и још из Месопотамије и био уведен из месопотамске кухиње међу исхрану од ораха и да Мухамад Хасан ал-Багдади пописује у својој кухарици из 13 века и да је то био популарни византијски десерт.
Један од најстаријих рецепата за врсту прото-баклаве је био нађен у кинеској куварској књизи-кувару 1330. године за династије Јуан под називом „гулах“ (Буел 1990).